# Xylopia wilwerthii
Xylopia wilwerthii är en kirimojaväxtart som beskrevs av De Wild. Xylopia wilwerthii ingår i släktet Xylopia och familjen kirimojaväxter. Utöver nominatformen finns också underarten X. w. cuneata.